# What About Now
A What About Now a Bon Jovi 12. albuma, amely 2013-ban jelent meg.

## Az album számai
- Because We Can 4:02
- I'm With You 3:46
- What About Now 3:47
- Pictures Of You 4:00
- Amen 4:15
- That's What The Water Made Me 4:28
- What's Left Of Me 4:37
- Army Of One 4:37
- Thick As Thieves 5:00
- Beautiful World 3:51
- Room At The End Of The World 5:05
- The Fighter 4:39
- With These Two Hands (japán és deluxe verzió) 4:01
- Into The Echo (japán és deluxe verzió) 5:07
- Not Running Anymore (japán és deluxe verzió) 4:46
- Old Habits Die Hard (japán verzió) 3:35
- Every Road Leads Home To You (japán verzió) 4:42

## Előadók
- Jon Bon Jovi - ének, gitár
- Richie Sambora - gitár, vokál
- Hugh McDonald - basszusgitár, vokál
- David Bryan - billentyűsök, vokál
- Tico Torres - dob